# Sucha Wielka
Sucha Wielka est une localité polonaise de la gmina de Zawonia, située dans le powiat de Trzebnica en voïvodie de Basse-Silésie.